# 26-й механизированный корпус
26-й механизированный корпус — воинское соединение Вооружённых Сил СССР в Великой Отечественной войне. Период боевых действий: с 14 июля 1941 — 27 июля 1941.
Наименование:
- полное действительное — 26-й механизированный корпус;
- сокращённое действительное — 26 мк[1];
- полное условное — Войсковая часть № 7476[2].

## Формирование
Корпус начал формироваться в Северо-Кавказском военном округе в городе Армавир в марте 1941 году на базе 52-й и 56-й танковых дивизий и 103-й моторизованной дивизии РГК.
11 марта 1941 года командиром корпуса назначен генерал-майор Николай Яковлевич Кириченко.
Как и большинство мехкорпусов 26-й мк не насчитывал необходимого количества вооружения и боевой техники. Укомплектованность к середине июня 1941 года составляла 184 лёгких танка.

## Дислокация
- Управление — Армавир;
- 52-я танковая дивизия — Минеральные Воды;
- 56-я танковая дивизия — Армавир;
- 103-я моторизованная дивизия — Ворошиловск[2].

## Действия во время ВОВ

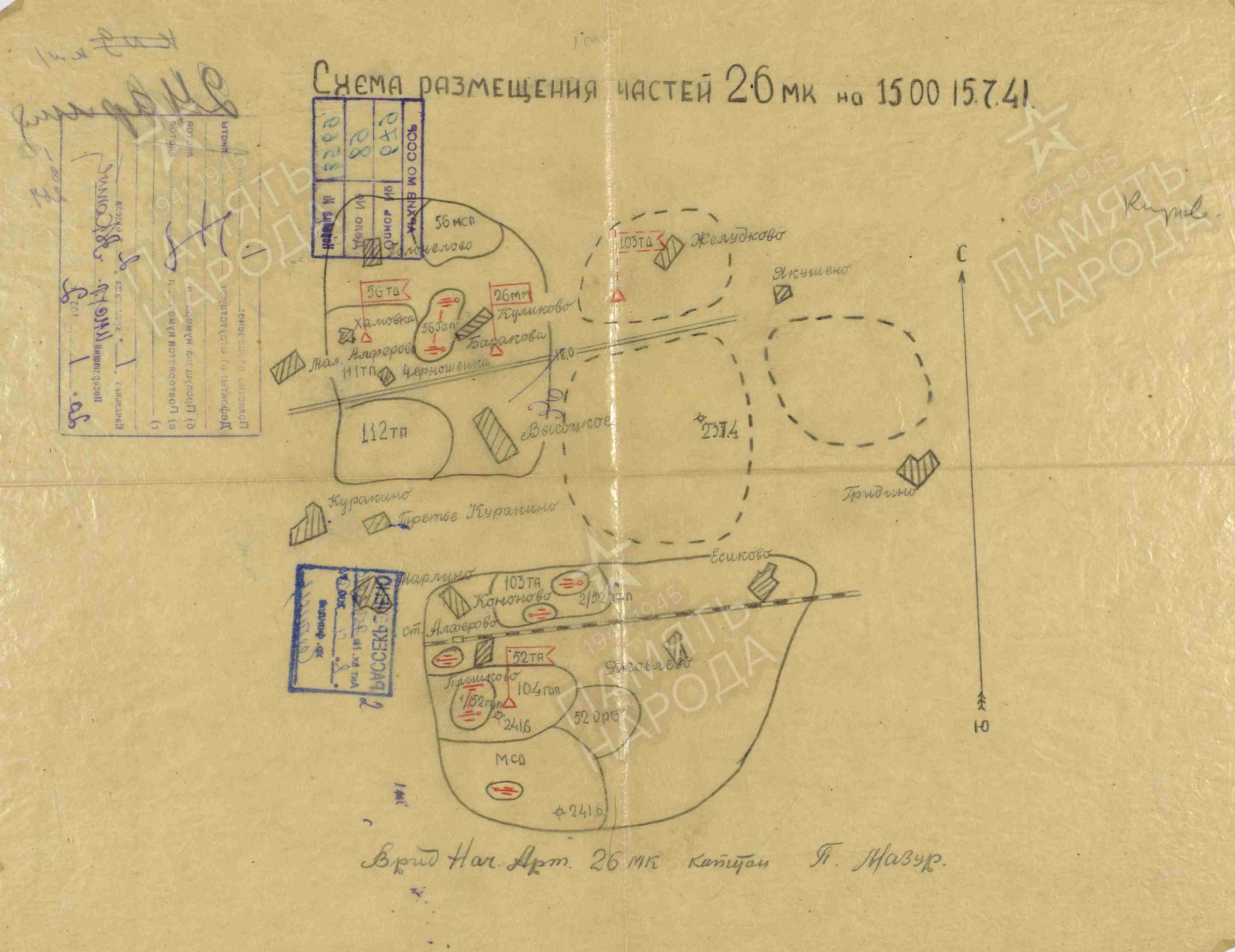
Расположение частей 26 МК на 15 июля 1941

Начиная с 27 июня части 26-й мк по директиве ГШ № 9/ЗP начали передислоцироваться в район Иловайска. По директиве Ставки ГК от 28 июня 1941 года № 0082 26-й мк вошёл в состав 24-й армии. 8 июля 1941 года советским Генеральным штабом было принято решение о переформировании танковых дивизий по новым штатам, с присвоением частям новых номеров: 52-я тд — в 101-ю, 56-я — в 102-ю, на базе 103-й мд должна была быть развернута 103-я тд.
По приказу от 13 июля № 03/011 26-й мк дислоцировался в районе Высоцкое, Алферово, Яковлево и должен быть готов отражать действия танковых и мотомехчастей противника в направлении Высоцкое, Костенки, Плещеево и Дорогобуж.
По приказу от 16 июля № 04/ОП на оборону в управление 26-му мк передавалась корпусная группа в составе 107-й стрелковой дивизии, 108-й стрелковой дивизии, 19-й стрелковой дивизии, 6-й дивизии народного ополчения, 275-го корпусного артиллерийского полка, 573-го пушечного артиллерийского полка, 509-го артиллерийского полка ПТО. Данная группа была передислоцирована в Подмощь для обороны рубежей: (иск.) Холмец, Дорогобуж, восточный берег реки Ужа, Ельня, восточный берег реки Десна до Светилова, не допуская прорыва противника в направлении станции Угра.
101-я, 102-я и 103-я танковые дивизии находились в армейском резерве и располагались в районе Изялово, Высоцкое, Березки, Щелканово.
По приказу от 17 июля № 05/ОП на оборону управлению 26-го мк предписывалось сосредоточить в городе Вязьме, а 28-й мотоциклетный полк передать в резерв командующего 24-й армией. По боевому приказу № 01/оп 22 и 23 июля частям 26 мк было поручено окружить и уничтожить противника в районе Ельня. Дальнейшие приказы направлены точечно на части дивизии и касаются обороны и продвижения в районе Ельни.

## Подчинение
| Дата                   | Фронт (округ)                | Армия      |
| ---------------------- | ---------------------------- | ---------- |
| март 1941 — 1.07.1941  | Резерв главного командования | 19-я армия |
| 1.07.1941 — 28.08.1941 | Резервный фронт              | 24-я армия |

## Командование[2]

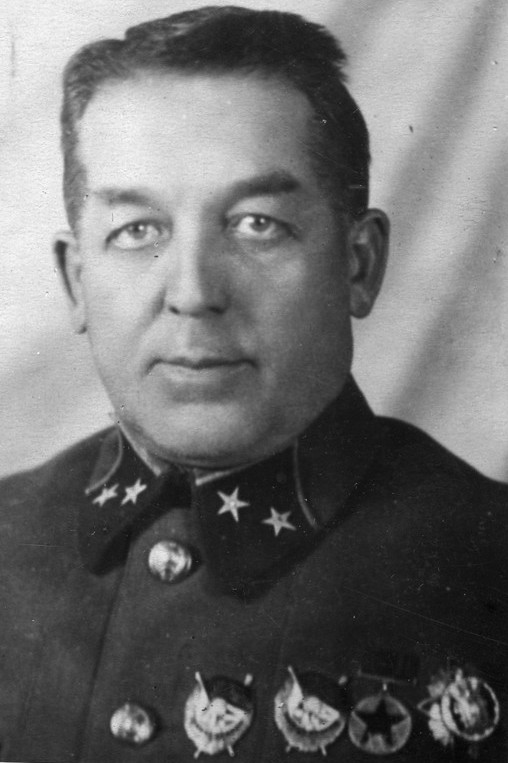
Командир 26-й мк генерал-майор Николай Яковлевич Кириченко

- Командир — генерал-майор Николай Яковлевич Кириченко.
- Заместитель по политической части — полковой комиссар Василий Андреевич Туманов (9.05.41-21.07.41).
- Начальник штаба подполковник Соловьёв, Василий Тимофеевич (июль 1941)
- Заместитель начальника отдела политпропаганды — полковой комиссар Иван Федотович Грищенко (1.04.41-28.07.41).

## Состав[2]

### 52-я танковая дивизия — в/ч 9021
Командир — Герой Советского Союза полковник Григорий Михайлович Михайлов. Заместитель по политической части — батальонный комиссар Михаил Андреевич Зириков (1.04.41-12.07.41). Начальник штаба — майор Георгий Степанович Сидорович. Заместитель начальника отдела политпропагапды — старший батальонный комиссар Михаил Никитович Пшук (1.04.41-12.07.41).
Части:
- 103-й танковый полк — в/ч 9130
- 104-й танковый полк — в/ч 9149
- 52-й мотострелковый полк — в/ч 9126
- 52-й гаубичный артиллерийский полк — в/ч 9166
- остальные части: 52-й отдельный зенитно-артиллерийский дивизион — в/ч 9118, 52-й разведывательный батальон — в/ч 9061, 52-й понтонный батальон — в/ч 9175, 52-й отдельный батальон связи — в/ч 9092, 52-й медсанбат — в/ч 9246, 52-й автотранспортный батальон — в/ч 9185, 52-й ремонтно-восстановительный батальон — в/ч 9233, 52-я рота регулирования — в/ч 9102, 52-й полевой хлебозавод — в/ч 9936

### 56-я танковая дивизия — в/ч 7391
Командир — полковник Иван Дмитриевич Илларионов. Заместитель по политической части — полковой комиссар Владимир Андреевич Семенов (1.04.41-12.07.41). Начальник разведывательного отделения — капитан Матвей Григорьевич Вайнруб. Заместитель начальника отдела политпропаганды — батальонный комиссар Семен Андрианович Гайдашев (1.04.41-12.07.41).
Части:
- 111-й танковый полк — в/ч 7524
- 112-й танковый полк — в/ч 7532
- 56-й мотострелковый полк — в/ч 7511
- 56-й гаубичный артиллерийского полк — в/ч 7549
- остальные части: 56-й отдельный зенитно-артиллерийский дивизион — в/ч 7506, 56-й разведывательный батальон — в/ч 7469, 56-й понтонный батальон — в/ч 7551, 56-й отдельный батальон связи — в/ч 7471, 56-й медсанбат — в/ч 8532, 56-й автотранспортный батальон — в/ч 7553, 56-й ремонтно-восстановительный батальон — в/ч 7559, 56-я рота регулирования — в/ч 7495, 56-й полевой хлебозавод — в/ч 9252

### 103-я моторизованная дивизия — в/ч 8429
Командир — генерал-майор  Тимофеев, Григорий Тимофеевич (11 марта — 10 июля 1941 года), подполковник Соловьёв, Василий Тимофеевич (22 июля — 10 августа 1941 года), генерал-майор Биричёв, Иван Иванович (с 11 августа 1941 года). Заместитель по политической части — полковой комиссар Денис Матвеевич Осадчий (21.08.39-12.07.41), батальонный комиссар Федор Федорович Малинин (12.07.41-28.08 41). Начальник штаба — подполковник Григорий Иванович Каначадзе, капитан Лапп (на август 1941 года). Начальник артиллерии — подполковник С. К. Гранник (погиб 7 октября 1941 года). Заместитель начальника отдела политпропаганды — старший батальонный комиссар Николай Дмитриевич Зенюхов.
- 583-й мотострелковый полк — в/ч 8453

Командир — майор Дудков (погиб под Ельней в августе 1941 года).
Заместитель по политической части — батальонный комиссар Иван Емельянович Лебедев.
- 688-й мотострелковый полк — в/ч 8471

Командир — подполковник Иоган Генрихович Пяри (погиб 5 октября 1941 года).
Заместитель по политической части — старший политрук Иванеев (погиб 5 октября 1941 года).
- 147-й танковый полк — в/ч 8630

Заместитель по политической части — батальонный комиссар Вячсслав Иванович Гришин.
Начальник штаба — капитан Иосиф Ираклиевич Гусаковский.
- 271-й артиллерийский полк — в/ч 8592

Командир — майор С. К. Грачев.
- 155-й отдельный истребительно-противотанковый дивизион — в/ч 8856
- 256-й отдельный зенитно-артиллерийский дивизион — в/ч 8993
- 98-й разведывательный батальон — в/ч 8673

Командир — капитан Сакка Висаитовнч Висаитов.
- остальные части: 141-й легко-инженерный батальон — в/ч 8461, 146-й отдельный батальон связи — в/ч 8731, 220-й артиллерийский парковый дивизион — в/ч 8488, 139-й медико-санитарный батальон — в/ч 8370, 110-й автотранспортный батальон — в/ч 8882, 190-й ремонтно-восстановительный батальон — в/ч 8507, 61-я рота регулирования — в/ч 8398, 117-й полевой хлебозавод — в/ч 8525, 196-я полевая почтовая станция, 214-я полевая касса Госбанка